# 黄金福将
《黄金福将》（英語：Money Game），中国大陆爱情喜剧片，导演王伟，主演李承铉，张蓝心，刘桦，张一山，保剑锋，胡夏，李承峰，曹云金，张熙媛，张国强，朱咪咪，关凌，张大礼。

## 剧情
富二代“韩磊”从小娇生惯养，习惯被人伺候，精神颓废，然而当女友江一丹陷入危情的时候，他从一个幼稚的大男孩慢慢走向成熟，并且和母亲、女友、妹妹、兄弟们一起共同成长，最终成为一个懂得爱和被爱的人。

## 演出
| 演员     | 角色   | 备注 |
| 李承铉   | 韩磊   |      |
| 张蓝心   | 江一丹 |      |
| 刘桦     | 王正道 |      |
| 张一山   | 小山   |      |
| 保剑锋   | 李常在 |      |
| 胡夏     | 赵刚   |      |
| 曹云金   | 郭培   |      |
| 李承峰   | 小强   |      |
| 谢金钰殷 | 韩晓晓 |      |
| 朱咪咪   | 韩母   |      |
| 关凌     | 林苗苗 |      |
| 张国强   | 华哥   |      |
| 张大礼   | 金大牙 |      |
| 张熙媛   | 琳娜   |      |
| 王海峰   | 阿瓜   |      |
| 曹宇     | 大彪   |      |
| 李萌洋   | 阿呆   |      |

## 曲目
| 曲序 | 曲目                       | 歌手     |
| ---- | -------------------------- | -------- |
| 1.   | 《我是你的福星》（主题曲） | 谢金钰殷 |
| 2.   | 《光芒》（插曲）           | 赵佳霖   |
| 3.   | 《乘风》（插曲）           | 李承峰   |

## 制作
2014年7月23日，联和国际集团董事长谢国辉、制片人金沛桥、导演王伟、主演李承炫、张蓝心、刘桦、谢金钰殷、朱咪咪、张国强、张一山、张大礼、李承峰等演员一同出席了在深圳市的开机发布会。11月17日，该片正式杀青。